# Georg Miles Fleetwood
Georg Miles Ulrik Fleetwood, född 21 november 1803 på Malmvik i Lovö socken, död 8 februari 1862 i Växjö, var en svensk friherre och militär. Han var far till Carl Fleetwood.
Georg Miles Fleetwood var son till fänrik Erik Johan Fleetwood och Christina Virginia Adlerberg. Han blev rustmästare vid första livgrenadjärregementet 1820, fänrik vid Kalmar regemente, löjtnant där 1833, regementskvartermästare 1838, kapten 1846, premiärkapten 1848 och major vid Norrbottens fältjägarkår. Fleetwood var överstelöjtnant och chef för samma kår 1849–1853, överste och chef för Smålands grenadjärbataljon 1853–1856 samt chef för Kronobergs regemente 1856–1862. Han blev riddare av Svärdsorden 1850.